# Misophriopsis okinawensis
Misophriopsis okinawensis is een eenoogkreeftjessoort uit de familie van de Misophriidae. De wetenschappelijke naam van de soort is voor het eerst geldig gepubliceerd in 1992 door Huys, Ohtsuka, Boxshall & ItôTat.